# Samsung Captivate Glide
Samsung Captivate Glide (SGH-i927), (называние в США), Samsung Galaxy S Glide (SGH-i927R) (в Канаде), является первым QWERTY Galaxy S смартфон под управлением Android, выпущенный Samsung для AT&T (США) и Rogers Wireless (Канада)..
Несмотря на название Captivate, принадлежащее оригинальной линейке Galaxy S, Glide является частью серии телефонов Galaxy S II. Однако он имеет несколько отличий от флагманского Galaxy S II, включая чуть меньший экран Super AMOLED с матрицей PenTile, как у оригинального Galaxy S. Он также оснащен Nvidia Tegra 2, работающий на частоте 1 ГГц, и 8 ГБ встроенной памяти вместо 16 ГБ.

## Доступность
Samsung SGH-i927 официально продается только в США и Канаде. Модель для США привязана к сети AT&T при покупке с их пакетами. На передней панели телефона размещен логотип AT&T. Канадская модель субсидируется, но при покупке с их пакетами привязана к сети Rogers. На корпусе телефона отсутствует брендинг Rogers.
Телефон не продается через авторизованные розничные каналы Samsung за пределами США и Канады. Однако эти варианты можно купить заблокированными под оператора или без таколой, в США или Канаде по их полной розничной цене, у различных розничных продавцов и экспортировать по всему миру. Это позволяет использовать их в совместимых сетях GSM по всему миру, если они разблокированы.

## Программное обеспечение
Устройство поставляется с операционной системой Android 2.3.5 (Gingerbread). В сентябре 2012 года AT&T выпустила обновление Android 4.0 (Ice Cream Sandwich) через Samsung Kies. Однако в обновлении ICS было несколько ошибок; из-за ошибки в системе контроля качества отключилась подсветка аппаратной клавиатуры, а также проблемы с экраном блокировки и несколько проблем с телефонной частью ОС. Samsung приостановила выпуск обновления, пока работала над оптимизацией обновления и исправлением ошибок. 10 ноября обновление ICS было выпущено повторно с исправлениями ошибок, которые устранили проблемы первого выпуска.

### Программное обеспечение оператора связи

#### AT&T вариант
Версия ПЗУ для AT&T имеет ограничения оператора, которые не позволяют вручную переключать сети между диапазонами 2G, 3G или 4G, где снижение частоты до 2G эффективно для экономии заряда батареи. Эти ограничения можно преодолеть, введя вручную сервисные команды или укоренив устройство и прошив его ПЗУ, свободным от этих ограничений. Вариант AT&T изначально поставлялся с программой мониторинга Carrier IQ, однако обновление ОС Android до версии 2.3.6 Gingerbread (I927UCKL1), как полагают, устранило это..

#### Rogers вариант
Версия ROM от Rogers не имеет таких ограничений, а также позволяет получать отчеты о доставке SMS. Похоже, что обновление ICS (Android 4.x) еще не доступно для модели SGH-i927R, которая имеет другую версию прошивки, чем модели AT&T. Канадская версия от Rogers, SGH-i927R, как полагают, свободна от Carrier IQ.

## Внешние ссылки
- Samsung Captivate™ Glide (Samsung US)
- Galaxy S Glide (Samsung Канада)
- Страница магазина ATT
- Rogers Shop Page
- Samsung Captivate Glide - xda-developers

### Заметные обзоры
- Phonedog - Видеообзор Samsung Captivate Glide - Часть 1, Часть 2
- GSMArena - Обзор Samsung Captivate Glide: Большие пальцы готовы
- Engadget - Обзор Samsung Captivate Glide
- SlashGear - Обзор Samsung Captivate Glide
- MobileSyrup - Обзор Samsung Galaxy S Glide (видео)